# 南濠
南濠古称西澳，位于中国广州市西濠街和南濠街之间的古渠前身，即位于今海珠北路、海珠中路地段。
　　
南濠开凿于宋朝景德年间，濠在城楼下，可通航船只。据《羊城古钞》卷一引《广东通志》曰：“宋景德年间经略使高绅所辟，纳城中诸渠水以达于海。”明朝初期三城合一，南濠逐渐淤浅，已不能通航，仅起排水作用。到清朝初期，曾加疏浚，恢复通行船只。1796年，南濠成为六脉渠的右二脉。清末南濠淤塞，但仍维持街渠作用。民国时期修筑海珠路时，改为暗渠。